# Georgina Palacios
María Georgina Pérez Useche, más conocida como Georgina Palacios (Caracas, 17 de abril de 1985), es una actriz venezolana.

## Biografía
Hija de María Auxiliadora Useche y del actor José Ambrosio Pérez Jorge Palacios, tiene un hermano producto de este matrimonio, Jorge Javier, y otros dos hermanos por parte paterna, Gian Piero Spagna y la ex-Miss Venezuela y ex-Miss Universo Bárbara Palacios.
Se inició en el mundo artístico de la mano de su padre, haciendo obras de teatro infantil. Su primera actuación fue en la pieza teatral El Mago de Oz y luego vinieron La Sirenita; Aladino y 101 dálmatas. Después sintió curiosidad por ingresar en el mundo del baile y fue así como entró en la Academia de Marjorie Flores, donde estuvo 2 años.
Posteriormente apareció en los programas de televisión nacionales: El Club de los Tigritos, la miniserie Jugando a ganar, Ruge manía, El poder de Géminis y Atómico.
Recientemente ha continuado su carrera interpretativa en la telenovela Nora, trasmitida por el canal Televen; y en el cine, con la película 3 bellezas.
Se casó con el actor y cantante Gabriel Parisi, el 1 de abril de 2017. El miércoles 6 de noviembre del 2019 nació su hijo Tomás Gabriel.

## Telenovelas
- 2000, Compartiendo el destino. (Venevisión)
- 2009, ¡Qué clase de amor!. (Venevisión) - Martha Pérez
- 2012-2013, Dulce amargo. (Televen) -  Laura Bello
- 2014, Nora. (Televen) - Gabriela Calderón
- 2015-2016, Bajo el mismo cielo.(Telemundo) - Paulina Garibaldi
- 2017, La fan. (Telemundo) - Estefanía Miller

## Series
- 2016, Escándalos (Televen) - Ana Isabel Aristizábal

## Programas
- 1998 El super club de los tigritos
- 1999 El club de los tigritos
- 1999-2001 Rugemanía
- 2000 Compartiendo el Destino
- 2001-2003 Atómico
- 2005-2007 Chico-show

## Cine
- 2014, 3 bellezas - Danielita Bao

## Redes sociales
- Twitter: https://twitter.com/Geo_Palacios
- Facebook: https://www.facebook.com/Georgina-Palacios-59523750435/
- Instagram: https://www.instagram.com/geo_palacios/
- Youtube: https://www.youtube.com/user/georgipalacios